# HY1935

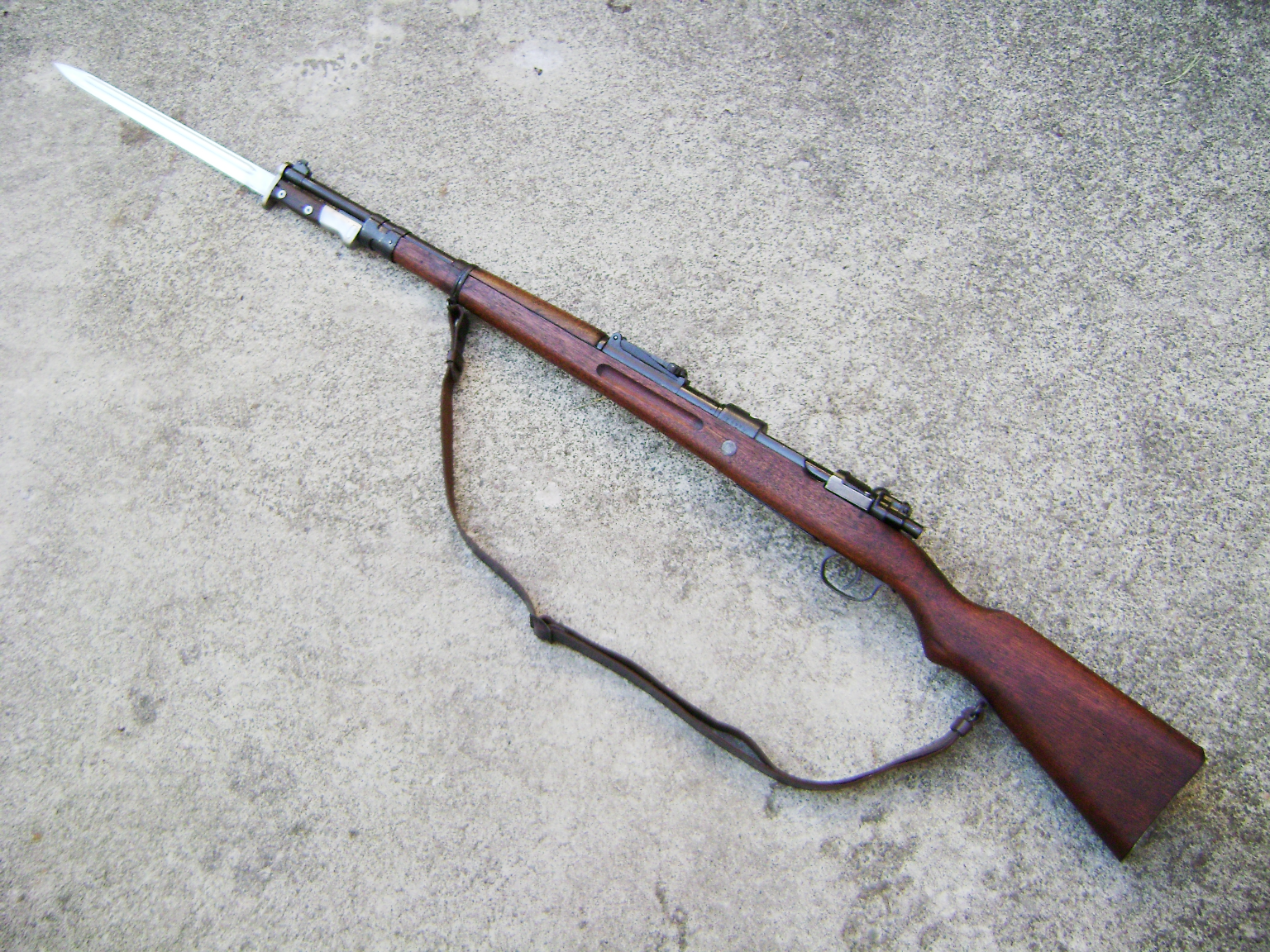
Fuzil Chiang Kai-shek com baioneta HY1935

A Hanyang M1935 é uma baioneta usada no fuzil chinês Chiang Kai-shek. É baseada na baioneta Mauser S84/98 III usada nos fuzis alemães Gewehr 98 e derivados e utiliza o mesmo padrão de retém de baioneta Mauser.